# Retiarius
En retiarius (plur. retiari eller retiarii) var en romersk gladiator som kæmpede i arenaen, udrustet med et net (lat. rete – deraf navnet), en trefork (trident) samt et kort sværd (gladius) eller en dolk (pugio). Til forskel fra andre gladiatorer havde han hverken hjelm eller skjold. Kun hans ansigt, hals og skuldre var beskyttede af en såkaldt galerus af metal samt en fleksibel manica der beskyttede den ene arm. Bortset herfra var han nøgen, hvad der må have bidraget til kampens spænding, idet publikum kunne nyde det nervepirrende syn af hans muskuløse krop, anspændt til 
det yderste, trodsende død og lemlæstelse.
- Retiarius against Secutor
- Retiarius against Secutor
- Retiarius against secutur, reenactment in Carnuntum
- Retiarius against secutur, reenactment in Carnuntum
- Retiarius against secutur, reenactment in Carnuntum
- Retiarius against secutur, reenactment in Carnuntum
- Retiarius against secutur, reenactment in Carnuntum
- Retiarius against secutur, reenactment in Carnuntum
- Retiarius against secutur, reenactment in Carnuntum